# Benigno Rebullida
Benigno Rebullida y Micolau (La Ginebrosa, 1826-Madrid, 1886) fue un político y periodista español, diputado a Cortes durante el Sexenio Democrático y senador.

## Biografía
Nació en febrero de 1826. Político y hombre de administración, era natural de la localidad turolense de La Ginebrosa. Fue diputado en las Cortes constituyentes del Sexenio Democrático, además de senador. Tomó parte muy activa en la redacción de los diarios madrileños La República Ibérica, El Pueblo, La Discusión y La Democracia, además de ser corresponsal del Diario de Zaragoza. También colaboró en La Soberanía Nacional.
Con la proclamación de la Primera República, fue nombrado director general de Comunicaciones, y por su iniciativa se rebajó la tarifa postal hasta fijarla en 10 céntimos de peseta para las cartas del interior de la península ibérica y Portugal, y en 5 para el de las poblaciones. A él se debió también un decreto exigiendo condiciones de aptitud y dando garantías de estabilidad al personal de correos. Posteriormente fue nombrado gobernador de La Habana, cargo que desempeñó muy pocos meses por haberle sorprendido en él el golpe de Estado de Pavía del 3 de enero de 1874. Siguió después las corrientes de la política de Castelar, a la que fue fiel. Más tarde trabajó para el Banco de España.
Falleció en Madrid el 14 de mayo de 1886 y habría sido enterrado, presumiblemente, en la Sacramental de San Justo.